# Sigfred Goldschmidt
Sigfred Goldschmidt (født  8. juli 1831 i København, død 13. oktober 1906 sammesteds), var en dansk grosserer. 
Goldschmidt var søn af klædehandler Bendix Meyer Goldschmidt og Rose Trier. Efter uddannelse på et bankierkontor blev han ansat i hans morbror Adolph Triers urtekræmmerforretning på Amagertorv. Trier gik over til engroshandel i 1851 og i 1857 
blev Goldschmidt delejer af firmaet, som skiftede navn til Adolph Trier & Goldschmidt. Firmaet udviklede sig med tiden til en af landets største engrosforetninger indenfor kolonialvarer som f.eks. sukker, ris og krydderier. Goldschmidt var leder af firmaet til sommeren 1904, og var ved sin død en, efter københavnske forhold, meget velhavende mand.
Goldschmidt var medlem af Sø- og Handelsretten 1874–1902 og af Grosserer-Societetets komité  1880–1905. Han var aktiv indenfor Mosaisk Trossamfund i København og medlem af repræsentantskabet  1868–1880. Goldschmidt deltog under adskillige år i styrelsen af samfundets to friskoler, og fra 1880 var han Kultusministeriets beskikkede medlem af direktionen. 
Goldschmidt er afbildet på P. S. Krøyers maleri Fra Københavns Børs. Han er begravet på Mosaisk Nordre Begravelsesplads.